# 영업 자동화
영업 자동화(영어: sales force management system or sales force automation system, SFA)는 고객 관계 관리에서 사용되는 용어로 기존 영업프로세스를 재평가하여 보다 높은 수준의 영업활동을 위해 최신의 IT기술을 적용하여 영업능력을 효율화하는 시스템이다.